# Kingsley Coman
Kingsley Junior Coman (París, 13 de junio de 1996) es un futbolista francés que juega como delantero en el Al-Nassr F. C. de la Liga Profesional Saudí.

## Trayectoria

### París Saint-Germain
Coman debutó profesionalmente el 4 de febrero de 2013 contra el Sochaux donde el París Saint-Germain cayó derrotado por 3-2. Entró como sustituto por Marco Verratti en el minuto 87. Fue el jugador más joven en debutar con el París Saint-Germain a la edad de 16 años, 8 meses y 4 días, siendo esta marca superada el 19 de diciembre de 2021 por El Chadaille Bitshiabu. Coman fue contabilizado como campeón de la Ligue 1 en 2013 con el PSG. Tras terminar su contrato con el París Saint-Germain, el 2 de julio de 2014 se oficializó el traspaso de Coman a la Juventus de Turín.

### Juventus de Turín
El 7 de julio de 2014, Coman firmó un contrato de cinco temporadas con la Juventus de Turín después de que terminara su contrato con el París Saint-Germain. Su debut se produjo el 30 de agosto de 2014 en un partido de la Serie A contra el ChievoVerona donde inició de titular y fue elegido como el hombre del partido.

### Bayern de Múnich
El 30 de agosto de 2015 fue cedido en préstamo hasta mediados de 2017 con opción a compra al Bayern de Múnich. El 27 de abril de 2017 es adquirido de forma definitiva con un contrato hasta 2020 por el club por la cantidad de 21 millones de euros lleva 9 años jugando para el bayern.
El 23 de agosto de 2020 anotó el único gol del encuentro contra el París Saint-Germain en la final de la Liga de Campeones de la UEFA, dándole así el título al equipo alemán.
El 15 de agosto de 2025 puso fin a diez años en el club en los que disputó 339 partidos, marcó 72 tantos y ganó un veintiún títulos. Se marchó traspasado al Al-Nassr F. C.

## Selección nacional
Ha sido internacional con la selección de fútbol de Francia en 58 ocasiones y ha marcado 8 goles. Debutó el 13 de noviembre de 2015, en un encuentro amistoso ante la selección de Alemania que finalizó con marcador de 2-0 a favor de los franceses.

### Participaciones en Copas del Mundo
| Mundial      | Sede  | Resultado  | Partidos | Goles |
| ------------ | ----- | ---------- | -------- | ----- |
| Mundial 2022 | Catar | Subcampeón | 6        | 0     |

### Participaciones en Eurocopas
| Eurocopa      | Sede     | Resultado        | Partidos | Goles |
| ------------- | -------- | ---------------- | -------- | ----- |
| Eurocopa 2016 | Francia  | Subcampeón       | 6        | 0     |
| Eurocopa 2020 | Europa   | Octavos de final | 2        | 0     |
| Eurocopa 2024 | Alemania | Semifinales      | 1        | 0     |

## Estadísticas

### Clubes
Actualizado al último partido disputado el 19 de agosto de 2025.
| Club | Div.          | Temporada     | Liga(1) | Liga(1) | Liga(1) | Copas nacionales(2) | Copas nacionales(2) | Copas nacionales(2) | Copas internacionales(3) | Copas internacionales(3) | Copas internacionales(3) | Total | Total | Total  | Media goleadora |
| Club | Div.          | Temporada     | Part.   | Goles   | Asist.  | Part.               | Goles               | Asist.              | Part.                    | Goles                    | Asist.                   | Part. | Goles | Asist. | Media goleadora |
| --- | ------------- | ------------- | ------- | ------- | ------- | ------------------- | ------------------- | ------------------- | ------------------------ | ------------------------ | ------------------------ | ----- | ----- | ------ | --------------- |
| Paris Saint-Germain F. C. Francia | 1.ª           | 2012-13       | 1       | 0       | 0       | 0                   | 0                   | 0                   | 0                        | 0                        | 0                        | 1     | 0     | 0      | 0               |
| Paris Saint-Germain F. C. Francia | 1.ª           | 2013-14       | 2       | 0       | 0       | 1                   | 0                   | 0                   | 0                        | 0                        | 0                        | 3     | 0     | 0      | 0               |
| Paris Saint-Germain F. C. Francia | Total club    | Total club    | 3       | 0       | 0       | 1                   | 0                   | 0                   | 0                        | 0                        | 0                        | 4     | 0     | 0      | 0               |
| Juventus de Turín · Italia | 1.ª           | 2014-15       | 14      | 0       | 2       | 4                   | 1                   | 0                   | 2                        | 0                        | 0                        | 20    | 1     | 2      | 0.05            |
| Juventus de Turín · Italia | 1.ª           | 2015-16       | 1       | 0       | 0       | 1                   | 0                   | 0                   | 0                        | 0                        | 0                        | 2     | 0     | 0      | 0               |
| Juventus de Turín · Italia | Total club    | Total club    | 15      | 0       | 2       | 5                   | 1                   | 0                   | 2                        | 0                        | 0                        | 22    | 1     | 2      | 0.05            |
| Bayern de Múnich · Alemania | 1.ª           | 2015-16       | 23      | 4       | 6       | 4                   | 0                   | 0                   | 8                        | 2                        | 5                        | 35    | 6     | 11     | 0.17            |
| Bayern de Múnich · Alemania | 1.ª           | 2016-17       | 19      | 2       | 1       | 4                   | 0                   | 0                   | 2                        | 0                        | 0                        | 25    | 2     | 1      | 0.08            |
| Bayern de Múnich · Alemania | 1.ª           | 2017-18       | 21      | 3       | 3       | 6                   | 2                   | 1                   | 6                        | 2                        | 2                        | 33    | 7     | 6      | 0.21            |
| Bayern de Múnich · Alemania | 1.ª           | 2018-19       | 21      | 6       | 4       | 6                   | 3                   | 1                   | 3                        | 1                        | 0                        | 30    | 10    | 5      | 0.33            |
| Bayern de Múnich · Alemania | 1.ª           | 2019-20       | 24      | 4       | 3       | 5                   | 1                   | 1                   | 9                        | 3                        | 1                        | 38    | 8     | 5      | 0.21            |
| Bayern de Múnich · Alemania | 1.ª           | 2020-21       | 29      | 5       | 10      | 1                   | 0                   | 0                   | 9                        | 3                        | 2                        | 39    | 8     | 12     | 0.21            |
| Bayern de Múnich · Alemania | 1.ª           | 2021-22       | 21      | 6       | 2       | 2                   | 0                   | 0                   | 9                        | 2                        | 3                        | 32    | 8     | 5      | 0.25            |
| Bayern de Múnich · Alemania | 1.ª           | 2022-23       | 24      | 8       | 5       | 4                   | 0                   | 0                   | 7                        | 1                        | 1                        | 35    | 9     | 6      | 0.26            |
| Bayern de Múnich · Alemania | 1.ª           | 2023-24       | 17      | 3       | 3       | 3                   | 0                   | 0                   | 7                        | 2                        | 0                        | 27    | 5     | 3      | 0.19            |
| Bayern de Múnich · Alemania | 1.ª           | 2024-25       | 28      | 5       | 4       | 2                   | 1                   | 0                   | 15                       | 3                        | 2                        | 45    | 9     | 6      | 0.2             |
| Bayern de Múnich · Alemania | Total club    | Total club    | 227     | 46      | 41      | 37                  | 7                   | 3                   | 75                       | 16                       | 16                       | 339   | 72    | 60     | 0.21            |
| Al-Nassr F. C. Arabia Saudita | 1.ª           | 2025-26       | 0       | 0       | 0       | 1                   | 0                   | 0                   | 0                        | 0                        | 0                        | 1     | 0     | 0      | 0               |
| Al-Nassr F. C. Arabia Saudita | Total club    | Total club    | 0       | 0       | 0       | 1                   | 0                   | 0                   | 0                        | 0                        | 0                        | 1     | 0     | 0      | 0               |
| Total carrera | Total carrera | Total carrera | 245     | 46      | 43      | 44                  | 8                   | 3                   | 77                       | 16                       | 16                       | 366   | 73    | 62     | 0.2             |
| (1)Incluye datos de Ligue 1 (2013-14); Serie A (2014-15); Bundesliga (2015-act.). (2)Incluye datos de Copa Italia (2014-15); Copa de Alemania (2015-25); Supercopa de Francia (2013); Supercopa de Italia (2015); Supercopa de Alemania (2016-17); Supercopa de Arabia Saudita (2025). (3)Incluye datos de Liga de Campeones de la UEFA (2014-25), Copa Mundial de Clubes de la FIFA (2020, 2025). |               |               |         |         |         |                     |                     |                     |                          |                          |                          |       |       |        |                 |

### Selección nacional
Actualizado al último partido jugado el 10 de noviembre de 2017.
| Selección | Año   | Amistosos | Amistosos | Amistosos | Eliminatorias Europeas | Eliminatorias Europeas | Eliminatorias Europeas | Eurocopa | Eurocopa | Eurocopa | Eliminatorias Mundialistas | Eliminatorias Mundialistas | Eliminatorias Mundialistas | Mundial | Mundial | Mundial | Total | Total | Total |
| Selección | Año   | PJ        | G         | A         | PJ                     | G                      | A                      | PJ       | G        | A        | PJ                         | G                          | A                          | PJ      | G       | A       | PJ    | G     | A     |
| --------- | ----- | --------- | --------- | --------- | ---------------------- | ---------------------- | ---------------------- | -------- | -------- | -------- | -------------------------- | -------------------------- | -------------------------- | ------- | ------- | ------- | ----- | ----- | ----- |
| Francia   | 2015  | 2         | 0         | 0         | -                      | -                      | -                      | -        | -        | -        | -                          | -                          | -                          | -       | -       | -       | 2     | 0     | 0     |
| Francia   | 2016  | 3         | 1         | 1         | -                      | -                      | -                      | 6        | 0        | 0        | 0                          | 0                          | 0                          | -       | -       | -       | 9     | 1     | 1     |
| Francia   | 2017  | 1         | 0         | 0         | -                      | -                      | -                      | -        | -        | -        | 3                          | 0                          | 0                          | -       | -       | -       | 4     | 0     | 0     |
| Francia   | 2018  | 0         | 0         | 0         | -                      | -                      | -                      | -        | -        | -        | -                          | -                          | -                          | -       | -       | -       | 0     | 0     | 0     |
| Francia   | Total | 6         | 1         | 1         | 0                      | 0                      | 0                      | 6        | 0        | 0        | 3                          | 0                          | 0                          | 0       | 0       | 0       | 15    | 1     | 1     |

#### Goles internacionales
| 1 | 29 de marzo de 2016 | Estadio de Francia, Saint-Denis, Francia | Rusia | 4 - 2 | 4-2 | Amistoso |

## Palmarés

### Títulos nacionales
| Título                | Club                      | País     | Año  |
| --------------------- | ------------------------- | -------- | ---- |
| Ligue 1               | Paris Saint-Germain F. C. | Francia  | 2013 |
| Supercopa de Francia  | Paris Saint-Germain F. C. | Francia  | 2013 |
| Copa de la Liga       | Paris Saint-Germain F. C. | Francia  | 2014 |
| Ligue 1               | Paris Saint-Germain F. C. | Francia  | 2014 |
| Serie A               | Juventus de Turín         | Italia   | 2015 |
| Copa Italia           | Juventus de Turín         | Italia   | 2015 |
| Supercopa de Italia   | Juventus de Turín         | Italia   | 2015 |
| Serie A               | Juventus de Turín         | Italia   | 2016 |
| Bundesliga            | Bayern de Múnich          | Alemania | 2016 |
| Copa de Alemania      | Bayern de Múnich          | Alemania | 2016 |
| Supercopa de Alemania | Bayern de Múnich          | Alemania | 2016 |
| Bundesliga            | Bayern de Múnich          | Alemania | 2017 |
| Supercopa de Alemania | Bayern de Múnich          | Alemania | 2017 |
| Bundesliga            | Bayern de Múnich          | Alemania | 2018 |
| Supercopa de Alemania | Bayern de Múnich          | Alemania | 2018 |
| Bundesliga            | Bayern de Múnich          | Alemania | 2019 |
| Copa de Alemania      | Bayern de Múnich          | Alemania | 2019 |
| Bundesliga            | Bayern de Múnich          | Alemania | 2020 |
| Copa de Alemania      | Bayern de Múnich          | Alemania | 2020 |
| Supercopa de Alemania | Bayern de Múnich          | Alemania | 2020 |
| Bundesliga            | Bayern de Múnich          | Alemania | 2021 |
| Supercopa de Alemania | Bayern de Múnich          | Alemania | 2021 |
| Bundesliga            | Bayern de Múnich          | Alemania | 2022 |
| Supercopa de Alemania | Bayern de Múnich          | Alemania | 2022 |
| Bundesliga            | Bayern de Múnich          | Alemania | 2023 |
| Bundesliga            | Bayern de Múnich          | Alemania | 2025 |

### Títulos internacionales
| Título                            | Club             | Sede     | Año  |
| --------------------------------- | ---------------- | -------- | ---- |
| Liga de Campeones de la UEFA      | Bayern de Múnich | Lisboa   | 2020 |
| Supercopa de Europa               | Bayern de Múnich | Budapest | 2020 |
| Copa Mundial de Clubes de la FIFA | Bayern de Múnich | Catar    | 2020 |

### Distinciones individuales
| Distinción                                           | Año        |
| ---------------------------------------------------- | ---------- |
| Titi d'Or:                                           | 2012, 2013 |
| Máximo asistente de la Liga de Campeones             | 2016       |
| Jugador del Partido de la Final de Liga de Campeones | 2020       |

## Vida personal
En junio de 2017 fue arrestado por violencia de género después de agredir físicamente a la modelo Sephora Goignan, su exnovia y madre de su primer hijo. Supuestamente admitió los cargos en Instagram. En septiembre se declaró culpable en un tribunal francés y acordó pagar 5000 € a Goignan. En junio de 2021 tuvo su segundo hijo con su novia Sabrina, quien es de Suecia, y la pareja posee un apartamento en Estocolmo.